# Jenkin Whiteside
Jenkin Whiteside (Lancaster, 1772 – Nashville, 1822. szeptember 25.) az Amerikai Egyesült Államok szenátora (Tennessee, 1809–1811).